# Julijan Knežević
Julijan Knežević (rođen kao Radomir Knežević; Vitkovo pokraj Aleksandrovaca, 19. kolovoza 1918. – Manastir Gradac, 16. srpnja 2001.), bio je iguman Manastira Studenice, najpoznatiji arhimandrit Srpske pravoslavne crkve.

## Životopis
Rođen je kao Radomir Knežević 1918. godine u selu Vitkovo kod Aleksandrovaca. Završio je osnovnu školu u rodnom selu, zatim Bogoslovski fakultet Sveučilišta u Beogradu. Zamonašen je u manastiru Visoki Dečani 1937. godine. Zaredio ga je tadašnji Nikolaj Velimirović, koji ga je rukopoložio u čin jerođakona i jeromonaha, 5. i 6. svibnja. 1938. godine.
11. rujna 1961. izabran je od strane bratstva za igumana Manastira Studenice, gde je ostao punih 50 godina do 2001. godine.
U Manastiru Studenici gradio je nove konake, obnavljao stare i porušene, i bio blizak narodu, te je surađivao i s većinskim srpskim stanovništvom.
Preminuo je 16. srpnja 2001. u Manastiru Gradac, gdje je proveo posljednje godine života. Ondje je i sahranjen.

## Vanjske poveznice
- Julijan Knežević

- Starac Julijan